# 대한민국 형법 제31조
대한민국 형법 제31조는 교사범에 대한 형법총칙의 조문이다. 실패한 교사와 효과 없는 교사 둘 다 처벌하며 실패한 교사는 교사자만 예비․음모에 준하여 처벌한다.

## 조문
제31조(교사범) ① 타인을 교사하여 죄를 범하게 한 자는 죄를 실행한 자와 동일한 형으로 처벌한다.
②교사를 받은 자가 범죄의 실행을 승낙하고 실행의 착수에 이르지 아니한 때에는 교사자와 피교사자를 음모 또는 예비에 준하여 처벌한다.
③교사를 받은 자가 범죄의 실행을 승낙하지 아니한 때에도 교사자에 대하여는 전항과 같다.

第31條(敎唆犯) ① 他人을 敎唆하여 罪를 犯하게 한 者는 罪를 實行한 者와 同一한 刑으로 處罰한다.
②敎唆를 받은 者가 犯罪의 實行을 承諾하고 實行의 着手에 이르지 아니한 때에는 敎唆者와 被敎唆者를 陰謀 또는 豫備에 準하여 處罰한다.
③敎唆를 받은 者가 犯罪의 實行을 承諾하지 아니한 때에도 敎唆者에 對하여는 前項과 같다.

## 비교 조문
第六十一条 人を教唆して犯罪を実行させた者には、正犯の刑を科する。
제61조(교사) ① 사람을 교사하여 범죄를 실행하게 한 자에게는 정범의 형을 과한다.
教唆者を教唆した者についても、前項と同様とする。
② 교사자를 교사한 자에 대하여도 전항과 같다.— 일본 형법

## 판례
- 신분관계로 인하여 형의 경중이 있는 경우에 신분이 있 는 자가 신분이 없는 자를 교사하여 죄를 범하게 한 때에는 형법 제33조 단서가 형법 제31조 제1항에 우선하여 적용된다.[4]

## 참고 문헌
- 김재윤, 손동권, 『새로운 형법각론』, 율곡출판사, 2013. ISBN 978-89-974283-4-2

1. ↑  제31조 제3항
2. ↑  제31조 제2항
3. ↑  제31조 제3항
4. ↑  93도1002